# 马雄成
马雄成（1958年10月—），男，回族，新疆乌鲁木齐人，中华人民共和国政治人物，曾任新疆维吾尔自治区政协副主席，中共昌吉州党委副书记、州长。